# Jan Werner
Jan Werner (Brzeziny, 25 luglio 1946 – Varsavia, 21 settembre 2014) è stato un velocista polacco, uno dei migliori specialisti europei dei 200 e 400 metri piani fra gli anni '60 e '70.

## Palmarès
| Anno | Manifestazione  | Sede     | Evento      | Risultato | Prestazione | Note                  |
| ---- | --------------- | -------- | ----------- | --------- | ----------- | --------------------- |
| 1966 | Europei         | Budapest | 4×400 metri | Oro       | 3'04"5      | Record dei campionati |
| 1968 | Europei indoor  | Madrid   | 4×364 metri | Oro       | 2'48"9      |                       |
| 1969 | Europei indoor  | Belgrado | 400 metri   | Argento   | 47"4        |                       |
| 1969 | Europei indoor  | Belgrado | 4×390 metri | Oro       | 3'01"9      |                       |
| 1969 | Europei         | Atene    | 400 metri   | Oro       | 45"7        | Record dei campionati |
| 1970 | Europei indoor  | Vienna   | 4×400 metri | Argento   | 3'07"5      |                       |
| 1971 | Europei indoor  | Sofia    | 4×400 metri | Oro       | 3'11"1      |                       |
| 1971 | Europei         | Helsinki | 4×400 metri | Argento   | 3'03"60     |                       |
| 1971 | Europei         | Helsinki | 400 metri   | Bronzo    | 45"56       |                       |
| 1972 | Europei indoor  | Grenoble | 4×360 metri | Oro       | 3'11"1      |                       |
| 1976 | Giochi olimpici | Montréal | 4×400 metri | Argento   | 3'01"43     |                       |